# کمی از صابون
«کمی از صابون» نوشته برت برنز (با نام مستعار برت راسل)، ترانه‌ای بود که برای اولین بار در سبک بلوزی سول توسط جارملز خوانده شد که با آن در سپتامبر ۱۹۶۱ به رتبه ۱۲ و رتبه ۷ در نمودارهای آر اند بی رسید.  این آهنگ توسط بسیاری از هنرمندان دیگر کاور شده است.

## پذیرش
این آهنگ زمانی که برای اولین بار منتشر شد موفقیت بزرگی در ایالات متحده بود. این آهنگ در سال ۱۹۷۰ برای پل دیویس به ده نفر برتر نمودارهای کانادا و بیست برتر در استرالیا رسید.  این اولین انتشار تک آهنگ او در نمودار بود. زمانی که گروه هنگ کنگی کلیف فوئندر و فبلوس اکوز آن را به عنوان یک تک آهنگ منتشر کردند، کم از صابون در آسیای جنوب شرقی یک موفقیت بزرگ بود. در سال ۱۹۶۳ در آسیای جنوب شرقی، ۲۵ هفته در رتبه اول در ده نمودار برتر قرار گرفت.  فوئندر و فبلوس اکوز نیز این آهنگ را در سال ۱۹۶۴ در لاس وگاس، ایالات متحده آمریکا خواند. این باعث شد تا کلیف فونادر در جنوب آسیا به یک نام آشنا تبدیل شود: رادیو سیلان، قدیمی‌ترین ایستگاه رادیویی در جنوب آسیا، آهنگ شماره یک را در سراسر شبه قاره هند پخش کرد. 

## در فرهنگ عامه
- این آهنگ در فیلم ال کامینو: فیلم بریکینگ بد محصول نتفلیکس در سال ۲۰۱۹ پخش شد.